# 南警察署 (大阪府)
南警察署（みなみけいさつしょ）は、大阪府警察が管轄する警察署の一。大規模警察署であり、署長は警視正。

## 概要
大阪市中央区の南側、旧南区域を管轄する。管内には、難波、心斎橋、道頓堀、千日前を含む大阪有数の繁華街「ミナミ」地区があり、その歓楽街対策の専門部署として「ミナミ特別警察隊」が設置されている。また管内には大阪の電気街として知られる日本橋も含まれる。

### 施設
- 本館：大阪市中央区東心斎橋一丁目5番26号 
  - 最寄り駅はOsaka Metro堺筋線・長堀鶴見緑地線 長堀橋駅
  - 設置部署は総務課、留置管理課、会計課、生活安全課、地域課、刑事課、交通課、警備課、ミナミ特別警察隊、直轄警察隊、捜査本部室など[1]
- 別館：大阪市中央区島之内一丁目13番21号（南単身寮跡地に新築）[1]
  - 設置部署は直轄警察隊、捜査本部室など[1]

## 管轄区域
- 安堂寺町一丁目、安堂寺町二丁目
- 上汐一丁目、上汐二丁目
- 上本町西一丁目、上本町西二丁目、上本町西三丁目、上本町西四丁目、上本町西五丁目
- 瓦屋町一丁目、瓦屋町二丁目、瓦屋町三丁目
- 高津一丁目、高津二丁目、高津三丁目
- 島之内一丁目、島之内二丁目
- 心斎橋筋一丁目、心斎橋筋二丁目
- 千日前一丁目、千日前二丁目
- 宗右衛門町
- 道頓堀一丁目、道頓堀二丁目
- 谷町六丁目、谷町七丁目、谷町八丁目、谷町九丁目
- 東平一丁目、東平二丁目
- 中寺一丁目、中寺二丁目
- 難波一丁目、難波二丁目、難波三丁目、難波四丁目、難波五丁目
- 難波千日前
- 西心斎橋一丁目、西心斎橋二丁目
- 日本橋一丁目、日本橋二丁目
- 東心斎橋一丁目、東心斎橋二丁目、
- 松屋町
- 南船場一丁目、南船場二丁目、南船場三丁目、南船場四丁目

## 沿革
- 1948年（昭和23年）4月25日：阪神教育事件で暴徒に襲撃される。
- 1974年（昭和49年）7月18日：高津派出所で巡査4人が仮眠中に拳銃が二丁盗まれる[2]。盗まれた拳銃は、後に朴正熙韓国大統領の暗殺未遂事件（文世光事件）に使用された[3]。
- 1981年（昭和56年）3月6日：同日午後、大阪市南区（当時）宗右衛門町で陰毛がはっきり見えるなどの過剰サービスをしていたノーパン喫茶1店を公然わいせつ容疑で摘発した。これは全国で初めてのノーパン喫茶摘発となった[4]。
- 1987年（昭和62年）度：現庁舎が竣工[1]。
- 2024年　(令和6年)南警察署は、れいわ新選組の山本太郎氏の街頭演説に突然と現れ、法的根拠も説明も無く、「とにかく停止せよ」と強権力で止めさせた。

## 交番
- 戎橋交番 - 大阪市中央区道頓堀一丁目10番2号
- 高津交番 - 大阪市中央区高津三丁目2番37号
- 千日前交番 - 大阪市中央区千日前二丁目8番11号
- 東平交番 - 大阪市中央区上本町西五丁目1番21号
- 道頓堀交番 - 大阪市中央区宗右衛門町4番2号
- 長堀交番 - 大阪市中央区島之内一丁目7番14号
- 難波交番 大阪市中央区難波五丁目1番60号
- 西心斎橋交番 - 大阪市中央区西心斎橋二丁目11番29号
- 南地下街交番 - 大阪市中央区難波一丁目　虹のまち3-10号